# 林切·里茨马
林切·里茨马（荷蘭語：Rintje Ritsma，1970年4月13日—），荷兰男子速度滑冰运动员。他曾代表荷兰参加1992年、1994年、1998年、2002年和2006年冬季奥林匹克运动会速度滑冰比赛，获得二枚银牌和四枚铜牌。